# Georgiens bidrag i Eurovision Song Contest

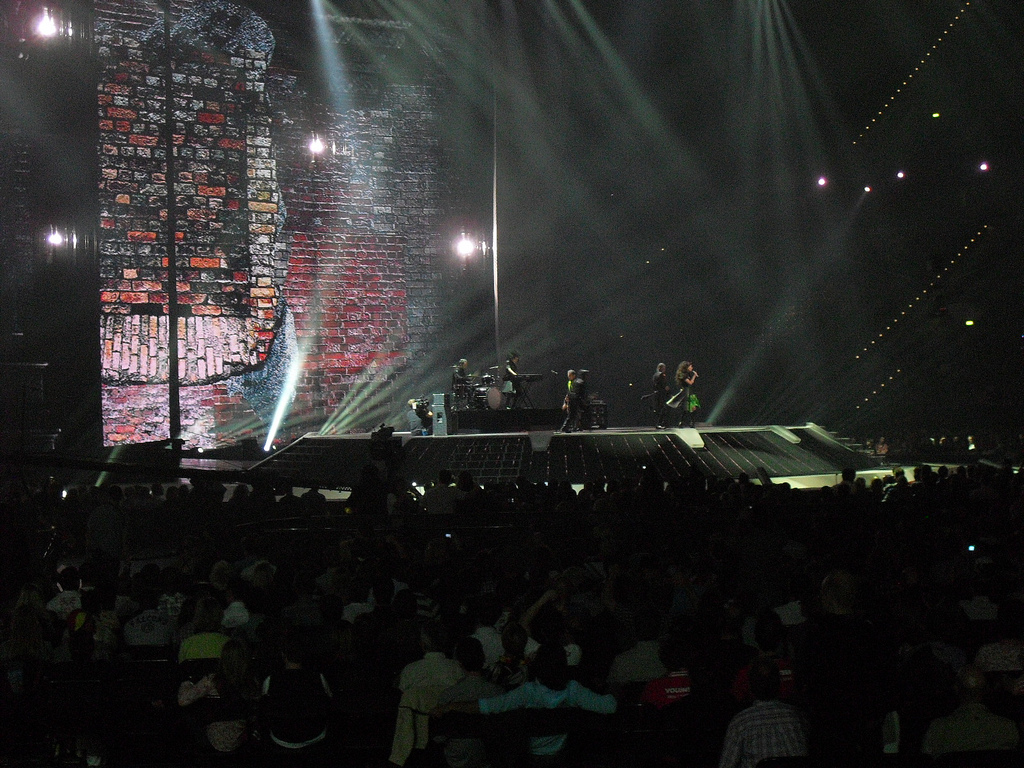
Eldrine i Düsseldorf, 2011

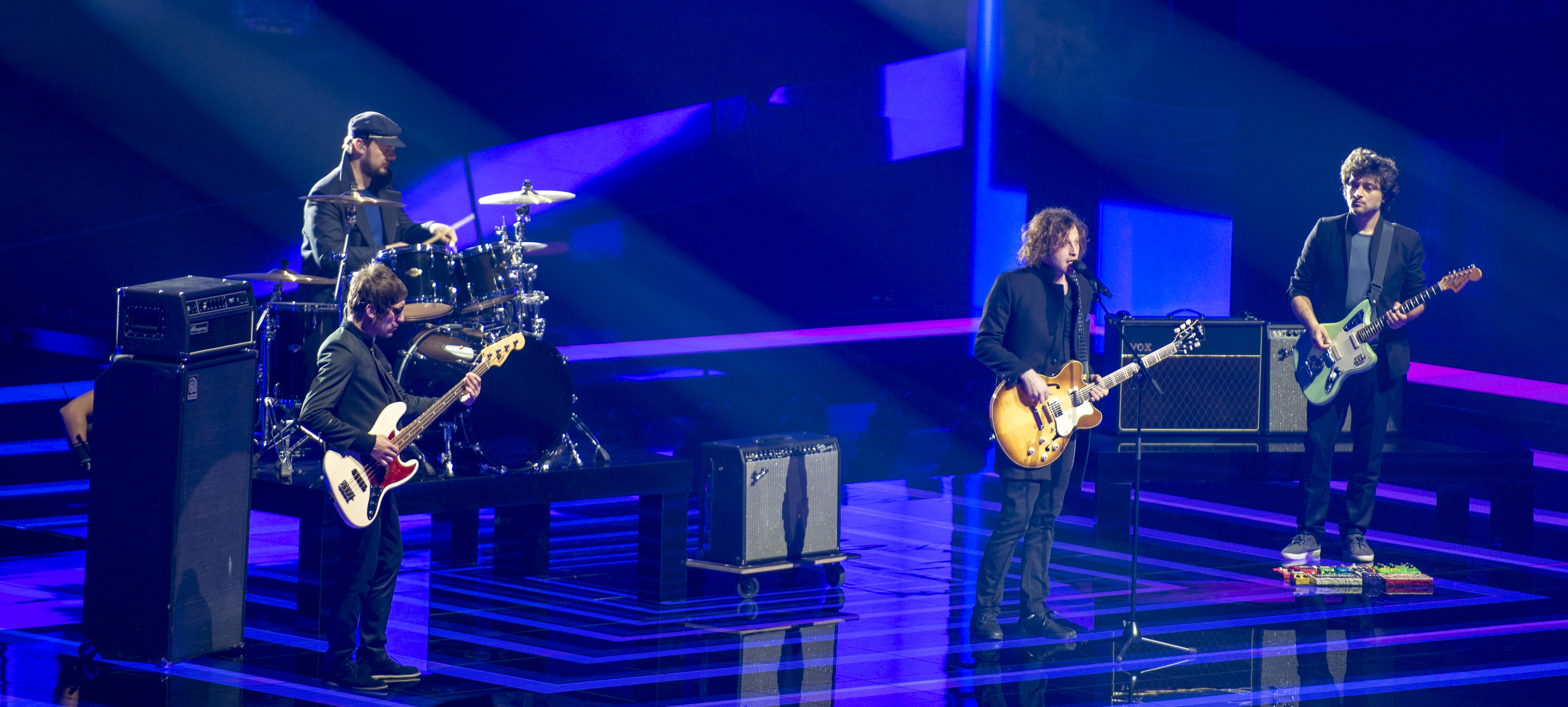
Nika Kocharov & Young Georgian Lolitaz i Stockholm, 2016

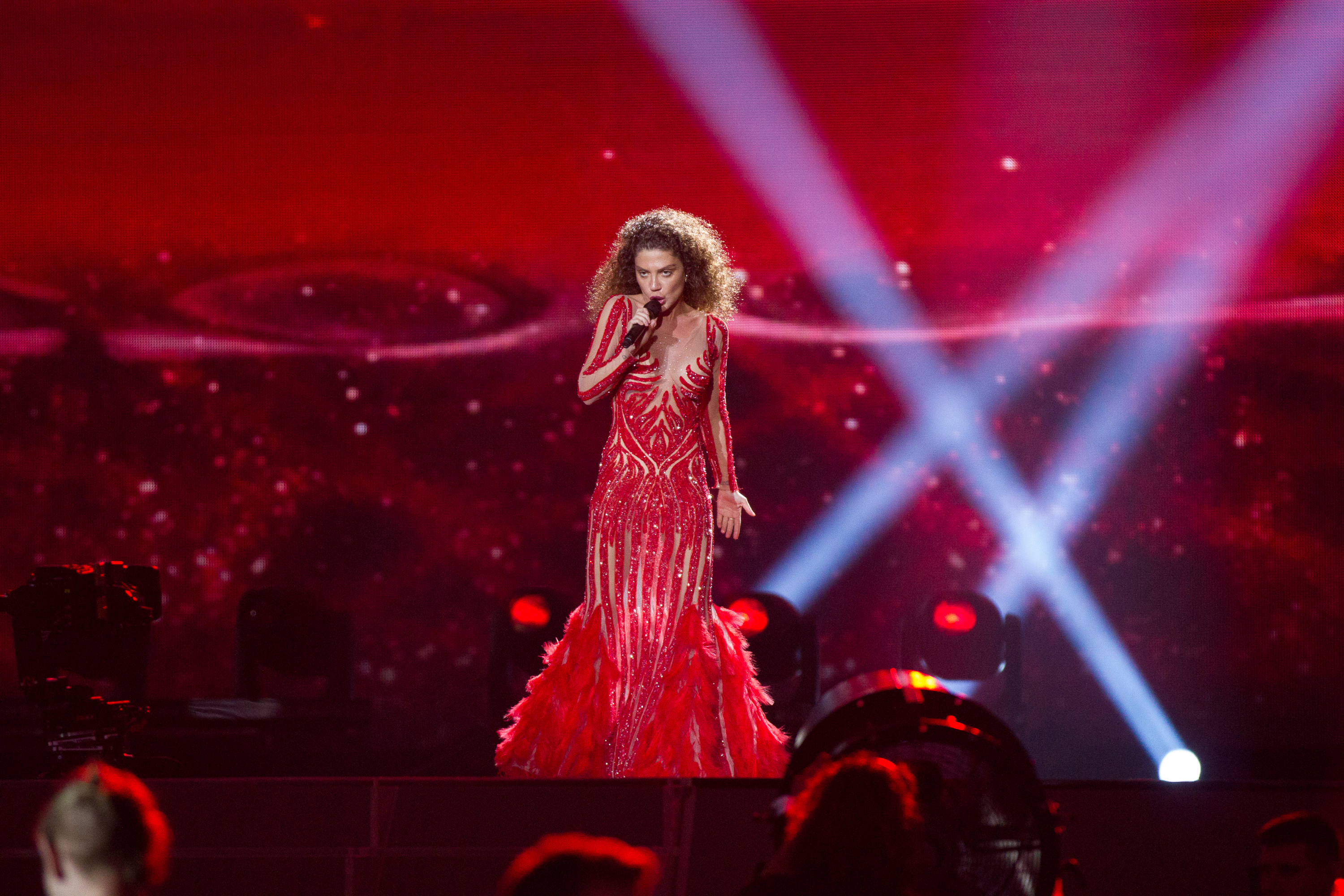
Tamara Gatjetjiladze i Kiev, 2017

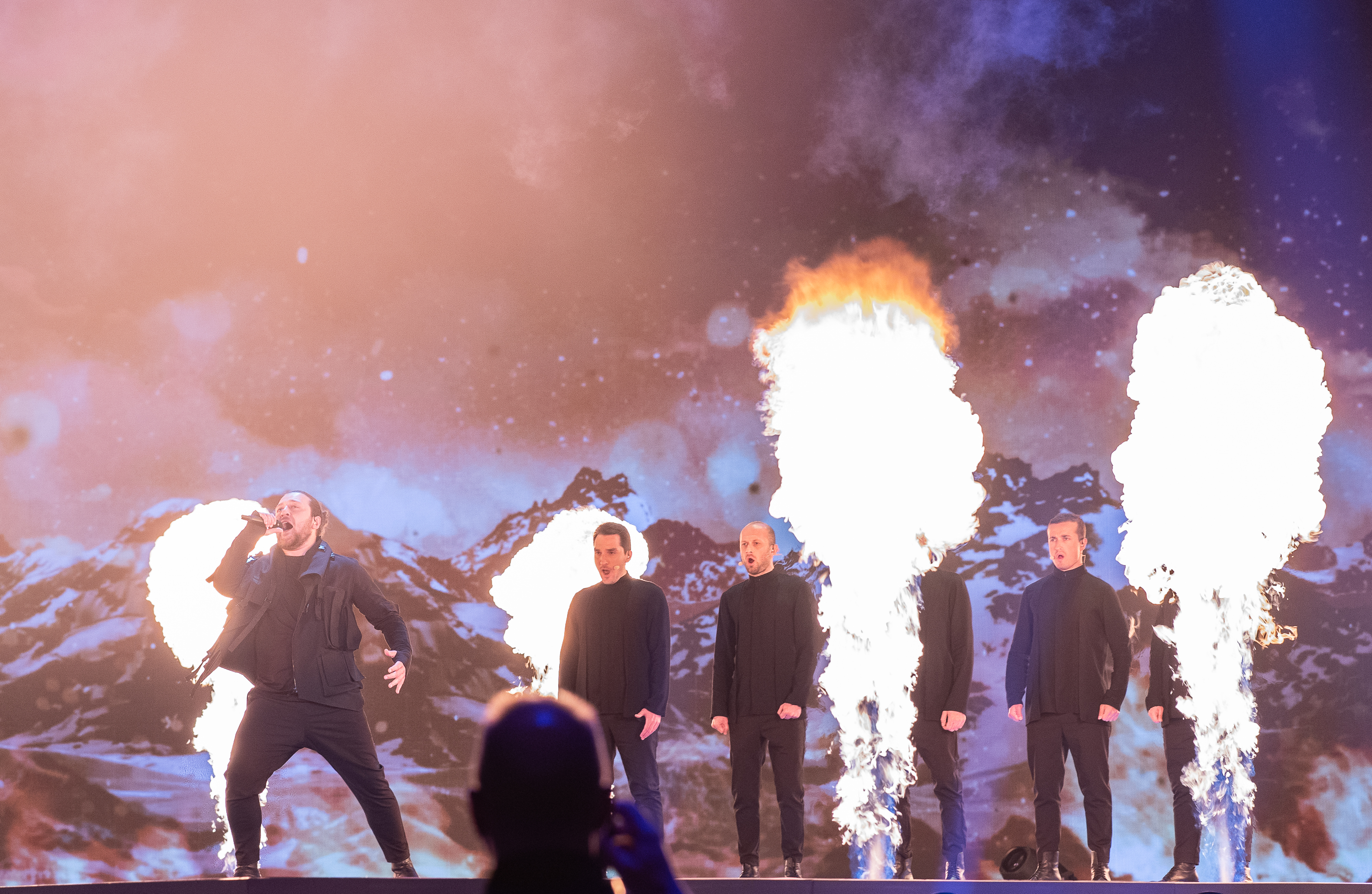
Oto Nemsadze i Tel Aviv, 2019

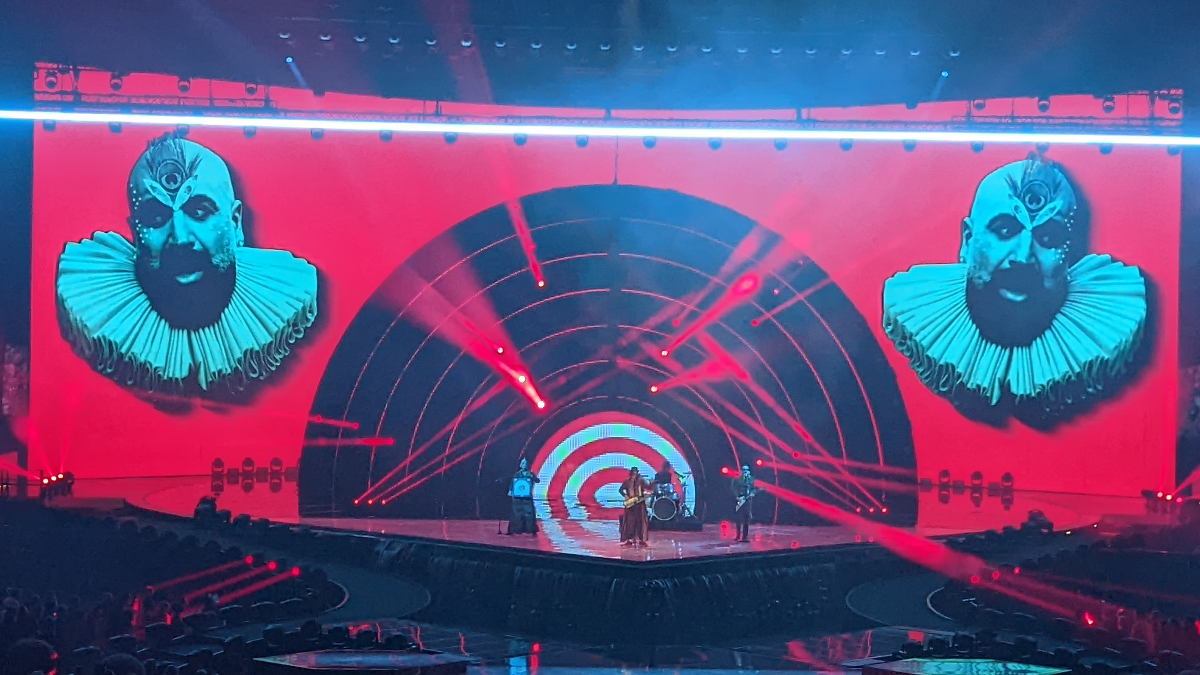
Circus Mircus i Turin, 2022

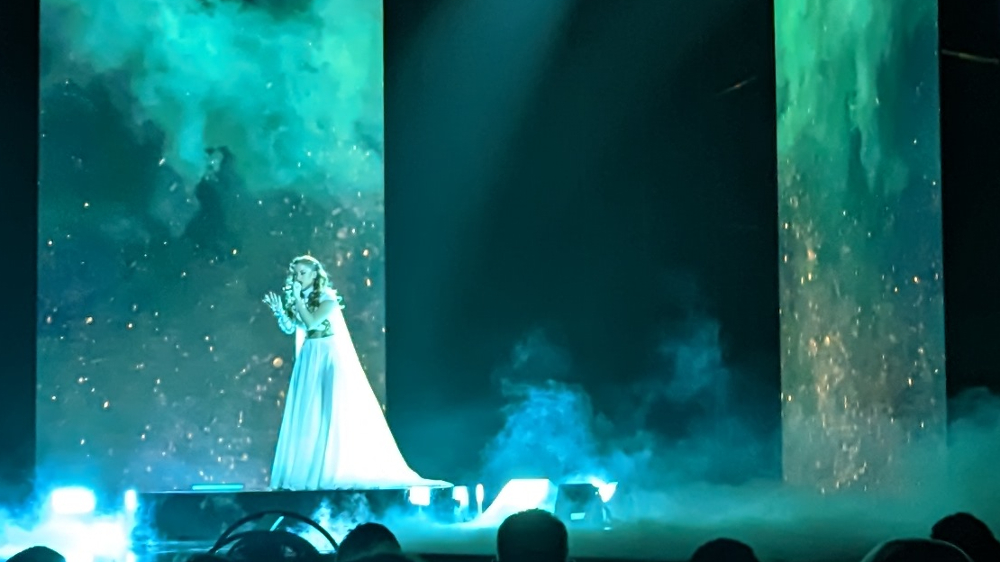
Iru i Liverpool, 2023

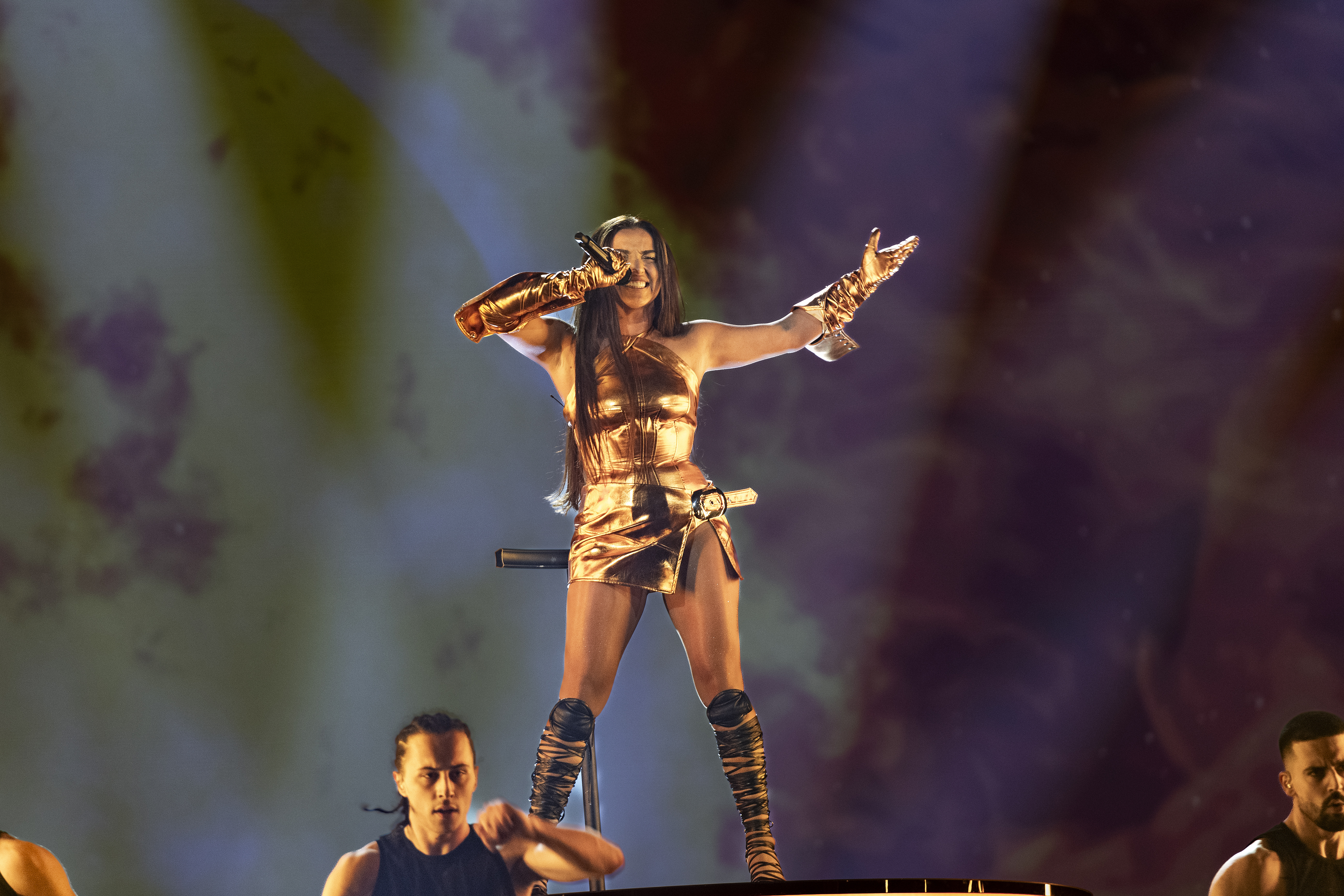
Nutsa Buzaladze i Malmö, 2024

Georgien debuterade i Eurovision Song Contest 2007 och har till och med 2025 deltagit 17 gånger. Det georgiska tv-bolaget Georgiens offentliga television (GBP) har varit ansvarig för Georgiens medverkan varje år sedan 2007. Georgien har sedan debuten 2007 varit med i tävlingen varje år den arrangerats förutom en, 2009, då bidraget man skickat in innehöll politiska budskap vilket bidrog till att Georgien drog sig ur då man vägrade ändra bidraget.
Georgien har ännu inte lyckats stå som vinnare i en eurovisionsfinal. Landets hittills bästa resultat uppnåddes 2010 & 2011, där man hamnade på niondeplats i finalen. Landet har däremot en pallplats i semifinal, en tredjeplats år 2010.

## Georgien i Eurovision Song Contest

### Historia
Georgien ansökte om att få delta i eurovision i oktober 2006, men man fick då avslag av EBU på grund av att maxgränsen på antalet tävlande länder låg på fyrtio stycken. Först strax före artist- och låtdeadline i mars 2007 meddelade EBU att man skulle höja gränsen till fyrtiosex länder, vilket gjorde att alla länder som på förhand hade anmält sig skulle få vara med. Georgien hade likt sina grannländer i Kaukasien, Armenien och Azerbajdzjan, lyckats väl på kort tid – på fyra av fem första försök lyckades de gå till final och där placera sig bland de femton bästa. 2012 var det första gången som Georgien misslyckades med att kvala till finalen. Efter det nådde man finalplats 2013, 2015 och 2016. Mellan 2017 och 2023 misslyckades Georgien med att nå finalplats och gjorde att landet i nuläget ett av tävlingens minst framgångsrika länder sett till resultatet bland de aktiva i tävlingen. Georgien nådde finalen igen 2024 med Nutsa Buzaladze och hennes låt "Firefighter".

### Den politisk kontroversen 2009
I augusti 2008 utbröt ett krig i den georgiska republiken Sydossetien mellan Ryssland och Georgien. Även om kriget inte varade länge blev relationen mellan de båda länderna mycket spänd. I och med att Ryssland hade vunnit 2008 års ESC var Georgiens nationella TV-bolag länge tveksamma till om de ville vara med överhuvudtaget. Efter en tvekan ställde man i alla fall upp.
Den 18 februari 2009 röstades bidraget "We Don't Wanna Put In", framförd av gruppen Stephane & 3G, fram som vinnare i Georgiens nationella uttagning. Låten, som i titeln anspelar på Rysslands dåvarande premiärminister Vladimir Putin, bröt mot EBU-regeln om politiska och kommersiella budskap. Den 10 mars gick EBU:s referensgrupp ut med ett meddelande om att låten bröt mot reglerna och satte därför krav på GPB om att man antingen skulle skriva om texten eller skicka en ny låt. Dagen därpå valde GPB att hoppa av tävlingen helt och hållet.
Låten "We Don't Wanna Put In" skrevs av Stepane Mgebrisjvili (musik) och Bibi Kvatjadze (text).

### Nationell uttagningsform
Vid den nationella uttagningarna har man inte satsat så stort på själva uttagningen, utan man har använt sig av endast finalkvällar eller internval. Under de nationella uttagningarna lät man tittarna, ibland med kombinerad juryröstning, välja ut bidrag (och ibland även artisten). Åren 2019 och 2020 användes den Georgiska motsvarigheten till Idol som uttagning för tävlingen där artisten utsågs medan låten valdes internt. Sedan 2021 har man enbart använt sig av internval av det nationella TV-bolaget.

## Resultattabell
| 1 | Vinnare                            |
| 2 | Andra plats                        |
| 3 | Tredje plats                       |
| ◁ | Sista plats                        |
| X | Ett bidrag valdes men tävlade inte |

| År   | Artist                                 | Bidrag                 | Språk                 | Final              | Poäng              | Semi               | Poäng              |
| ---- | -------------------------------------- | ---------------------- | --------------------- | ------------------ | ------------------ | ------------------ | ------------------ |
| 2007 | Sopo Chalvasji                         | Visionary Dream        | Engelska              | 12                 | 97                 | 8                  | 123                |
| 2008 | Diana Ghurtskaia                       | Peace Will Come        | Engelska              | 11                 | 83                 | 5                  | 107                |
| 2009 | Stephane & 3G                          | We Don't Wanna Put In  | Engelska              | Drog sig ur        | Drog sig ur        | Drog sig ur        | Drog sig ur        |
| 2010 | Sopo Nizjaradze                        | Shine                  | Engelska              | 9                  | 136                | 3                  | 106                |
| 2011 | Eldrine                                | One More Day           | Engelska              | 9                  | 110                | 6                  | 74                 |
| 2012 | Anri Dzjochadze                        | I'm a Joker            | Engelska, georgiska   | Kvalificerade inte | Kvalificerade inte | 14                 | 36                 |
| 2013 | Nodiko Tatisjvili & Sopo Gelovani      | Waterfall              | Engelska              | 15                 | 50                 | 10                 | 63                 |
| 2014 | The Shin & Mariko                      | Three Minutes to Earth | Engelska              | Kvalificerade inte | Kvalificerade inte | 15                 | 15                 |
| 2015 | Nina Sublatti                          | Warrior                | Engelska              | 11                 | 51                 | 4                  | 98                 |
| 2016 | Nika Kocharov & Young Georgian Lolitaz | Midnight Gold          | Engelska              | 20                 | 104                | 9                  | 123                |
| 2017 | Tamara Gatjetjiladze                   | Keep The Faith         | Engelska              | Kvalificerade inte | Kvalificerade inte | 11                 | 99                 |
| 2018 | Ethno-Jazz Band Iriao                  | For You                | Georgiska             | Kvalificerade inte | Kvalificerade inte | 18                 | 24                 |
| 2019 | Oto Nemsadze                           | Sul tsin iare          | Georgiska, abchaziska | Kvalificerade inte | Kvalificerade inte | 14                 | 62                 |
| 2020 | Tornike Kipiani                        | Take Me As I Am        | Engelska              | Tävlingen inställd | Tävlingen inställd | Tävlingen inställd | Tävlingen inställd |
| 2021 | Tornike Kipiani                        | You                    | Engelska              | Kvalificerade inte | Kvalificerade inte | 16                 | 16                 |
| 2022 | Circus Mircus                          | Lock Me In             | Engelska              | Kvalificerade inte | Kvalificerade inte | 18                 | 22                 |
| 2023 | Iru                                    | Echo                   | Engelska              | Kvalificerade inte | Kvalificerade inte | 12                 | 33                 |
| 2024 | Nutsa Buzaladze                        | Firefighter            | Engelska              | 21                 | 34                 | 8                  | 54                 |
| 2025 | Mariam Shengelia                       | Freedom                | Georgiska, engelska   | Kvalificerade inte | Kvalificerade inte | 15                 | 28                 |

## Röstningshistoria (2007–2016)[5]
Georgien har givit flest poäng till:
| Nr | Land         | Poäng |
| -- | ------------ | ----- |
| 1  | Armenien     | 80    |
| 2  | Ukraina      | 79    |
| 3  | Azerbajdzjan | 69    |
| 4  | Ryssland     | 51    |
| 5  | Litauen      | 38    |

Georgien har mottagit flest poäng av:
| Nr | Land         | Poäng |
| -- | ------------ | ----- |
| 1  | Armenien     | 75    |
| 2  | Litauen      | 69    |
| 3  | Ukraina      | 51    |
| 4  | Ryssland     | 45    |
| 5  | Azerbajdzjan | 43    |